# Isoflavonas de soja
Las isoflavonas de soja son compuestos químicos derivados de los fenoles heterocíclicos, los cuales tienen una estructura cerrada muy similar a la estructura de los estrógenos. Su biosíntesis deriva de la unión entre un precursor alifático (malonil coenzima-A) y un precursor aromático (hidroxicinamil coenzima-A éster).
Gracias a su similitud estructural con los estrógenos, éstos poseen acciones muy similares, siendo los derivados más estudiados por su estrogenicidad: genisteina, daidzeina (su metoxiderivado formononetina), biocanina A. A estos compuestos se les conoce como fitoestrógenos.

## Descripción
Se pueden clasificar como moduladores selectivos de los receptores de estrógeno. Son compuestos no esteroideos con actividad 100 a 1000 veces menor que el estradiol.
- La genisteína es el principio que mayor afinidad presenta por los receptores estrogénicos en comparación con los demás fitoestrógenos
- La biocanina A también es un estrogénico in vivo, aunque no se une al receptor
- La daidzeína posee una mayor afinidad por le receptor que su metoxiderivado formononetina, pero ambos tienen una acción estrogénica débil.

## Acciones farmacológicas
Dentro de las acciones farmacológicas podemos diferenciar:
1. Acción estrogénica: como poseen una estructura similar a los estrógenos, tienen acciones agonistas o antagonistas estrogénicas. Su mecanismo de acción se basa en que las isoflavonas son capaces de desplazar al 17-estradiol de los receptores estrogénicos. A la genisteína se le han atribuido efectos proliferativos (estrogénicos) y antiproliferativos (antiestrogénicos) gracias a diferentes estudios in vitro en líneas celulares humanas. También mediante los estudios in vivo se demostró la acción antiestrogénica porque se observó que a dosis 10 a 100 veces más altas que el estradiol, compite con los estrógenos endógenos por el receptor, se une a ellos y es capaz de prevenir un crecimiento estimulado por estrógenos. Las acciones entre hombres y mujeres son diferentes:
  1. En hombres[2][3] se cree que pueden afectar negativamente a la función reproductiva y a la fertilidad masculina (las isoflavonas solas o junto con otros disruptores hormonales), pero por otro lado se ha relacionado el consumo de productos derivados de la soja con la disminución del riesgo de cáncer de próstata[4] .
  2. En mujeres premenopáusicas puede modificar el ciclo menstrual prolongando su duración ya que ofrecen un efecto modulador. El efecto de los fitoestrógeos es dependiente de dosis. La acumulación de estos productos ha producido alteración en las células mamarias, presentando cáncer de mama  y un incremento de hiperplasia endometrial con presencia de sangrados. (Valls, C. " Mujeres invisibles para la medicina").
  3. En las mujeres postmenopáusicas provoca una reducción de los síntomas postmenopáusicos como, por ejemplo, los sofocos.
2. Acción hipocolesterolemiante: en nuevos estudios, se observó que las isoflavonas de soja disminuyen el LDL-colesterol y la relación LDL-HDL. Gracias a esto, pueden prevenir enfermedades arteriocoronarias.
3. Acciones cardiovasculares[5]: son capaces de aumentar la excreción fecal de los ácidos biliares y disminuir su síntesis. También tienen propiedades antioxidantes y ejercerá una acción cardioprotectora evitando así la oxidación de los lípidos. Concretamente, la genisteína ha demostrado tener acciones sobre la coagulación, inhibiendo, así como reducir la reactividad vascular coronaria porque hay un aumento de la dilatación sanguínea.
4. Efectos anticancerígenos: en diversos estudios en animales in vivo se ha demostrado que la genisteína es capaz de inhibir el crecimiento de las células tumorales porque interviene en la acción de la tirosina quinasa y la topoisomerasa del ADN, impidiendo así la división celular.[6]
5. Efectos metabólicos: Se han presentado evidencias de que juegan un rol beneficioso en la obesidad y la diabetes. Estudios de intervención nutricional realizados en animales y en humanos sugieren que la ingesta de proteínas de soja asociada con isoflavonas, mejora el control de la glucosa (reduciendo la insulina en suero) y la resistencia a la insulina. La proteína de soja también aparece como moduladora de la hiperglucemia y reduce el peso corporal, la hiperlipemia y la hiperinsulinemia, manteniendo efectos beneficiosos sobre la obesidad y la diabetes.

## Indicaciones
Las isoflavonas son una opción terapéutica complementaria para la menopausia y sus síntomas como la osteoporosis, sofocos, ansiedad, sudoración, inestabilidad emocional, dolores de cabeza...
Gracias a su actividad estrogénica han demostrado interés para la prevención de la arteriosclerosis postmenopáusica y distintos tipos de cáncer como el de mama o el de próstata.

## Efectos adversos
A dosis recomendadas, no se han descrito efectos adversos significativos, ni se han indicado interacciones farmacológicas. Sin embargo, en algunos estudios se han determinado efectos adversos que pueden producir el empleo de Isoflavonas:
- Alteraciones en la duración del ciclo menstrual en mujeres premenopáusicas.
- Riesgo de hipotiroidismo, bocio y adenocarcinoma tiroideo, por disminución de niveles de tiroxina, por inhibición de la peroxidasa microsomal tiroidea.
- Alteraciones del tracto gastrointestinal, como náuseas, distensión abdominal o diarrea.
- Ascenso de los valores de transaminasas.

Los estudios realizados sobre humanos con Isoflavonas no muestran efectos adversos con respecto a la reproducción, ni evidencias de toxicidad.
Aunque no se han demostrado interacciones con otros fármacos hay que tener en cuenta mujeres tratadas con:
- Tamoxifeno
- Hormonas tiroideas
- Anticoagulantes orales como Cumestrol y Warfarina

## Toxicidad
Tras varios estudios de toxicidad clínica y subclínica (estudios de teratogenicidad, subcrónica, mutagenicidad) se indicó que a dosis recomendadas (150 mg/día) no hay indicios de toxicidad por las isoflavonas. Aun así, existen resultados contradictorios entre los ensayos y algunos autores indican que si presentan efectos tóxicos y algunos otros que no.
En estudios de toxicidad aguda en ratas y ratones, administradas por vía oral e intraperitoneal, no se observó ningún efecto de toxicidad, al igual que en los estudios de toxicidad subaguda no presentan ningún signo de toxicidad por lo que se puede garantizar la seguridad del producto, pero como se ha dicho anteriormente, estos estudios son contradictorios.
En los estudios de seguridad y tolerancia a dosis únicas y a dosis repetidas en humanos sanos se observó una buena tolerancia a las isoflavonas y no se observaron efectos adversos significativos, únicamente se observó algún efecto adverso, pero leve en la administración de genisteína a dosis repetidas.
Toxicidad reproductiva, carcinogénica y teratógena:
- Los estudios epidemiológicos no muestran efectos adversos en el ámbito reproductivo en humanos, ni evidencias de toxicidad sobre el desarrollo en niños.
- Los datos obtenidos en estudios clínicos pueden confirmar la ausencia de carcinogenicidad y de alteraciones en la función endocrinológica incluso en dosis muy superiores a la exposición dietética humana.
- Según los datos obtenidos en estos estudios sobre el potencial genotóxico y carcinogénico, así como la toxicidad reproductiva y del desarrollo, se  concluye que a pesar de que los resultados son limitados o contradictorios, el consumo de isoflavonas es seguro.

Según los datos obtenidos por los estudios, se puede concluir que el empleo continuo de isoflavonas a dosis habituales es segura y bien tolerada y en raras ocasiones se han desarrollado efectos secundarios, siendo estos de poca relevancia que desaparecieron al suspender el tratamiento.
Cáncer de mama :
Los estudios realizados en distintas líneas celulares de cáncer de mama y en animales son contradictorios, esto parece estar producido por la ausencia de homogeneidad en los estudios.
Cáncer de endometrio :
En estudios clínicos a corto plazo se observó una ausencia del efecto antiproliferativo endometrial pero no se observó efecto proliferativo, ni se afectó a otros parámetros clínicos. De forma que estos hechos demuestran la seguridad de fitoestrógenos en respecto al cáncer de endometrio.